# George Arney
Sir George Alfred Arney (* 1810 in Salisbury; † 7. April 1883 in Torquay) war 1858 bis 1875 der zweite Chief Justice of New Zealand.

## Frühes Leben
Arney wurde 1810 in Salisbury in England geboren. Seine Eltern waren William Arney, ein Anwalt, und Maria Charlotte Arney. Er wurde in Winchester und am Brasenose College in Oxford erzogen. Er erlangte 1832 den Bachelor of Arts und 1833 den Master of Arts. Er wurde 1829 in das Lincoln’s Inn aufgenommen und erhielt 1837 die Zulassung zur Vertretung vor Gericht.
Er heiratete 1835 Harriet Parr. Sie starb jedoch nur 7 Jahre später.

## Neuseeland
Er wurde am 2. September 1857 auf Empfehlung von Richter John Coleridge, 1. Baron Coleridge durch Thomas Gore Browne vom Colonial Office zum Chief Justice ernannt, um seinen Amtsvorgänger William Martin zu ersetzen. Er traf am 19. Februar 1858 auf der Brig Gertrude in Auckland an. Von 1858 bis 1875 war er oberster Richter Neuseelands. Unter Gouverneur George Bowen wurde er am 1. Oktober 1869 auch zum Administrator of the Government ernannt und wurde in dieser Funktion ab 21. März 1873 tätig.
Arney vertrat den Gouverneur für die drei Monate zwischen der Abreise von George Bowen und der Ankunft seines Amtsnachfolgers James Fergusson. Arney übergab die Regierungsgeschäfte am 14. Juni 1873 an Fergusson.
Am 20. Februar 1858 wurde er Mitglied des Legislative Council of New Zealand und blieb in dieser Position bis zu seinem Rücktritt am 13. Juni 1866. 1862 wurde er zum Knight Bachelor geschlagen. und 1875 durch Gouverneur George Edward Grey aus dem Richteramt entlassen. Sein Amtsnachfolger wurde James Prendergast.
Arney setzte sich im britischen Torquay zur Ruhe. Sein Bruder, Oberst Arney, der im 58. Regiment in Neuseeland gedient hatte, starb am 6. April 1879 in Cheltenham. Arney erhielt von seinem Bruder ein nennenswertes Erbe. Er selbst starb am 7. April 1883 in Torquai.
Die Arney Street in Paeroa, Teil des State Highway 26, wurde nach ihm benannt.